# (500167) 2012 FP19
(500167) 2012 FP19 es un asteroide perteneciente al cinturón de asteroides, descubierto el 8 de febrero de 2008 por el equipo del Mount Lemmon Survey desde el Observatorio del Monte Lemmon, Arizona, Estados Unidos.

## Designación y nombre
Designado provisionalmente como 2012 FP19.

## Características orbitales
2012 FP19 está situado a una distancia media del Sol de 2,423 ua, pudiendo alejarse hasta 2,810 ua y acercarse hasta 2,037 ua. Su excentricidad es 0,159 y la inclinación orbital 2,461 grados. Emplea 1378,25 días en completar una órbita alrededor del Sol.

## Características físicas
La magnitud absoluta de 2012 FP19 es 18,1.